# 271
271 (CCLXXI) je bilo navadno leto, ki se je po julijanskem koledarju začelo na nedeljo.

## Dogodki
- 1. januar

## Smrti
- Hormizd I., cesar Sasanidskega cesarstva (* ni znano)